# Pteroptrix smithi
Pteroptrix smithi är en stekelart som först beskrevs av Compere 1953.  Pteroptrix smithi ingår i släktet Pteroptrix och familjen växtlussteklar. Inga underarter finns listade i Catalogue of Life.